# Sunny Isles Beach

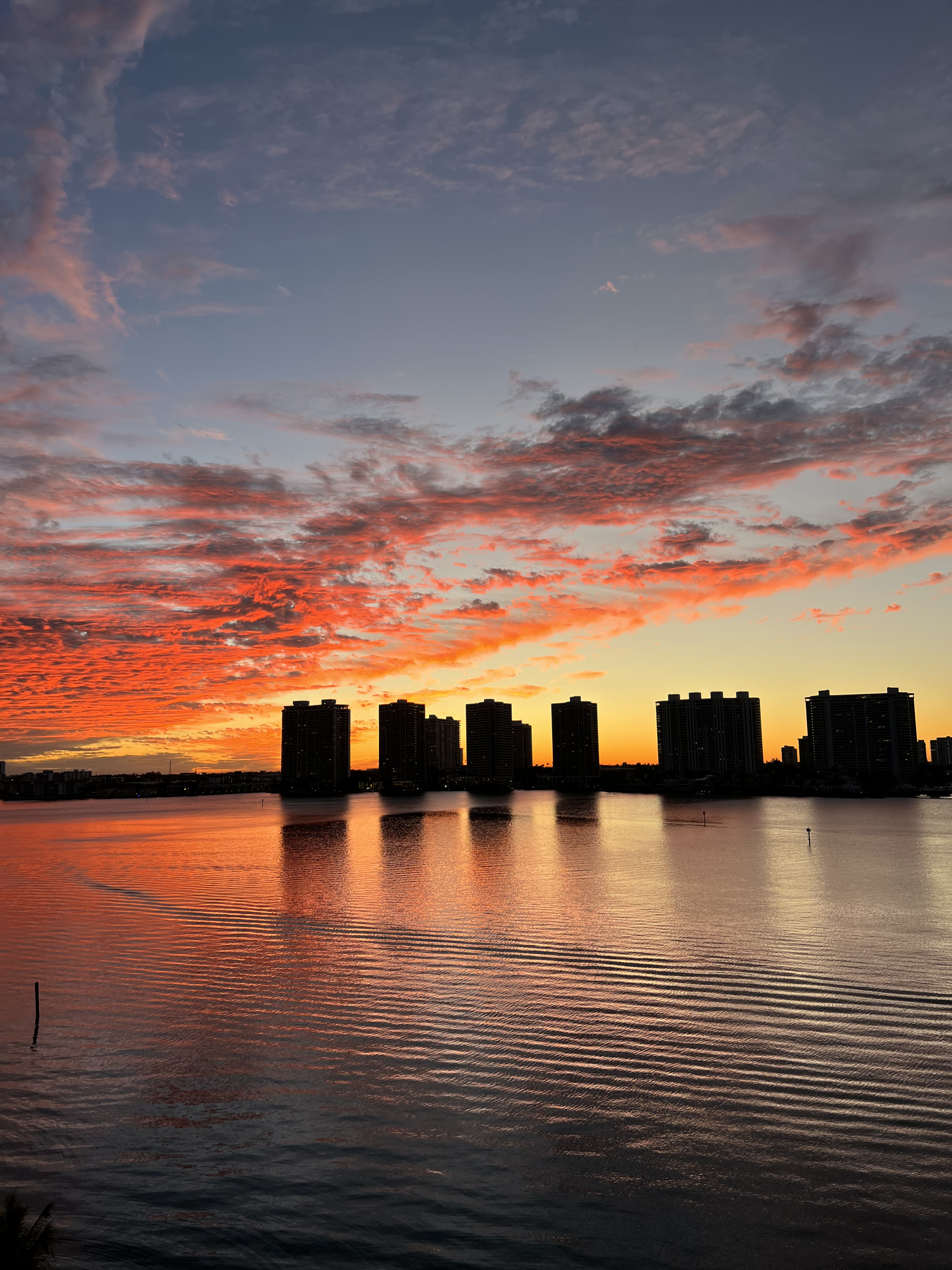
Coucher de soleil sur Dumfoundling Bay, à Sunny Isles Beach, avec les immeubles en arrière-plan.

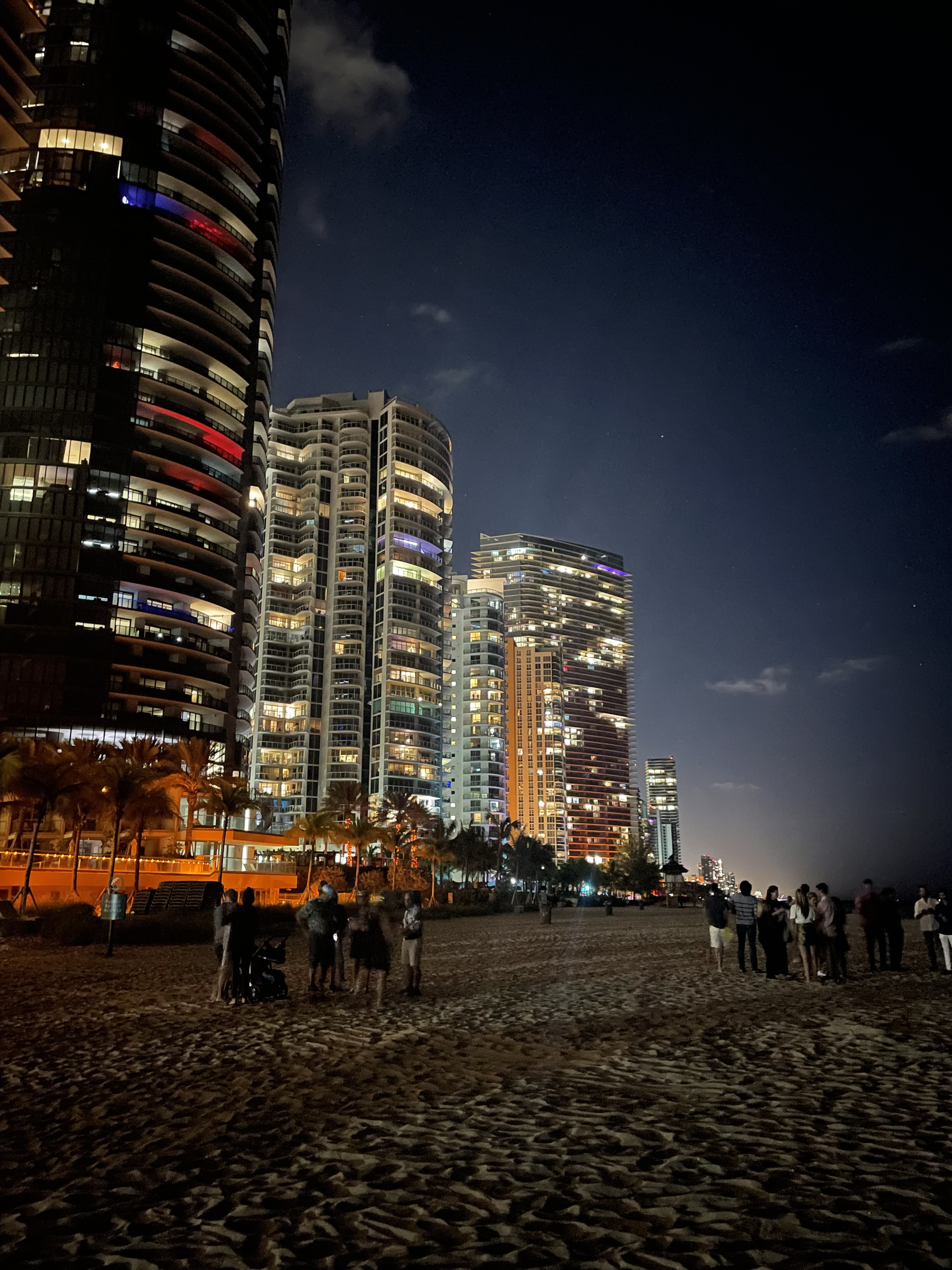
Vue nocturne des tours de Sunny Isles Beach depuis la plage.

Sunny Isles Beach est une ville des États-Unis située en Floride dans le comté de Miami-Dade en banlieue nord de Miami. La ville de Sunny Isles Beach s'est incorporée en 1997. Selon le bureau du recensement des États-Unis, Sunny Isles Beach avait une population de 15 399 habitants en 2006.

## Géographie
La ville de Sunny Isles Beach est située dans l'agglomération de Miami. La superficie totale de la municipalité est estimée à 3,6 km².

## Démographie
Sunny Isles Beach accueilles des communautés principalement originaires du Brésil, de Colombie, de Cuba, du Pérou, de Roumanie, du Venezuela, d'Israël et de Russie. En ce qui concerne les langues maternelles, la langue principale parlée à la maison est l'espagnol qui est suivie de près par l'anglais. La troisième langue est le russe. Les autres langues sont le français, le yiddish, l'hébreu, le portugais, le polonais, le hongrois, l'italien, l'arabe, l'allemand et le créole haïtien.
| 2000   | 2010   | - | - | - | - |
| ------ | ------ | - | - | - | - |
| 15 315 | 20 832 | - | - | - | - |